# 무인도 퀘스트
《무인도 퀘스트》는 1&2편으로 구성되어 있으며, nicobit이 개발했다. 굴의 떨어지는 아이템을 모아 크리스탈을 모아 제작대를 만들어 무인도에서 운동 게임이다.

## 게임 방법
동서남북 네 방향으로 가는 조작키로 움직여
바닥에 떨어진 아이템을 모아 연구한 뒤 도구를 만들어서 더 많은 아이템을 수집해 무인도에서 생존하는 게임이다.

## 1 & 2편
1편과 2편으로 구성되어 있다. 1편과 2편은 둘 다 약간 다른 형태로 되어 있는데, 1편은 
메인 섬이 2편보다 작으며, 길이 나오지 않는다.
2편은 메인 섬이 크고 다른 섬에 가면 길이 나온다.
굳이 말하자면 1편은 비현실적이고, 2편은 1편에 비해서 현실적이다.
1편과 2편의 엔딩은 다르다.